# Ingrid Dietrich
Ingrid Dietrich (* 13. März 1944 in Thüringen) ist emeritierte Professorin für Allgemeine Pädagogik und Interkulturelle Pädagogik an der Pädagogischen Hochschule Heidelberg.

## Leben
Sie war das jüngste von fünf Kindern einer Lehrerfamilie. Vor Beginn ihrer Schulzeit zog die Familie nach Dortmund um. Nach dem Abitur studierte sie Romanistik, Germanistik, Philosophie und Pädagogik in Münster, München und Montpellier. 1969 legte sie das Erste philologische Staatsexamen für das Lehramt am Gymnasium ab und das Zweite Staatsexamen am Staatlichen Bezirksseminar in Bielefeld 1971.
In Dortmund promovierte sie an der Pädagogischen Hochschule Ruhr nach einer Tätigkeit als wissenschaftliche Assistentin für Schulpädagogik 1974 zum Thema „Kommunikation und Mitbestimmung im Fremdsprachenunterricht“ einer interdisziplinären didaktischen Arbeit.
An der Universität Duisburg war sie 18 Jahre lang im Fachbereich Erziehungswissenschaften tätig. Ihr Schwerpunkt war Sprachunterricht für Migranten. Parallel begleitete sie die Anfänge der deutschen Freinet-Pädagogik und arbeitete mit Regionalgruppen der Freinet-Pädagogen zusammen.
1984 habilitierte sie sich in der Universität Duisburg und wurde 1992 zur außerplanmäßigen Professorin ernannt.
An der Pädagogischen Hochschule Heidelberg lehrte sie ab 1993 Allgemeine und interkulturelle Pädagogik. Sie gründete zusammen mit Sylvia Selke das "Interkulturelle Kompetenzzentrum", das sie auch nach ihrer Emeritierung 2009 weiter leitet.
Sie ist Beauftragte für Interkulturelle Pädagogik und für den Austausch mit der chilenische Partnerhochschule "Instituto Profesional Alemán Wilhelm von Humboldt" in Santiago zuständig.

### Forschungsprojekte
Förderunterricht in Kleingruppen für Hauptschülerinnen und Hauptschüler mit Migrationshintergrund – Mai 2006 bis Dezember 2009, interkulturelle Lernbegleitung in der Grundschule – Oktober 2006 bis Juli 2009; Integration durch Qualifikation. Förderung junger Spätaussiedler an Hauptschulen – Oktober 2003 bis Februar 2006 und Projekt zur Information, Kommunikation und Kooperation mit Zuwanderer-Eltern – März 1995 bis Dezember 1996.

## Schriften

### Fachliteratur
- Kommunikation und Mitbestimmung im Fremdsprachenunterricht – konkretisiert am Beispiel des Französisch-Unterrichts. (Dissertation).  Scriptor Verlag, Kronberg/Taunus 1974, ISBN 3589200340.
- Schulverdrossenheit. Mit Beiträgen von Johannes Bernhauser, Josef Fellsches, Paul Maurice, Elke Remberg, Reinhard Voß. Königstein/Ts.: Scriptor Verlag, Königstein/Taunus 1978
- Collectif ICEM: Politische Ziele der Freinet-Pädagogik (1982), hrsg., übersetzt und kommentiert von Ingrid Dietrich. Weinheim und Basel: Beltz Verlag, Weinheim und Basel 1982
- Handbuch Freinet-Pädagogik. Eine praxisbezogene Einführung. Weinheim und Basel: Beltz Verlag, Weinheim und Basel 1995.
- Voll integriert? Zuwanderer-Eltern berichten über Erfahrungen ihrer Kinder mit Schule in Deutschland, Baltmannsweiler: Schneider Verlag Hohengehren, Baltmannsweiler 1997.
  - enthalten in: Wissenschaft, Macht, Politik. Siegfried Jäger zum 60. Geburtstag., hrsg. von Gabriele Cleve, Münster 1997
- mit Sylvia Selke: Begleiten statt ausgrenzen. Lernbegleitung von russlanddeutschen Spätaussiedler-Jugendlichen an Hauptschulen. Baltmannsweiler: Schneider Verlag Hohengehren, Baltmannsweiler 2007

### Belletristik
Unter dem Pseudonym Inge Diederich hat Ingrid Dietrich einen Jugendroman geschrieben, der im November 2021 veröffentlicht wurde:
- Inge Diederich, Fliederduft und Klassenfrust, Verlag tredition, Hamburg 2021, ISBN 9783347410039